# Aaron Russell
Aaron Joseph Russell (Baltimora, 4 giugno 1993) è un pallavolista statunitense, schiacciatore del Warta Zawiercie.

## Biografia
Figlio di Stewart e Marian Russell, nasce a Baltimora, nel Maryland. Ha quattro fratelli: Peter, Samuel, Tim e Paul; Peter è un ex pallavolista e ha giocato per tre anni insieme ad Aaron alla Penn State, dove ha giocato anche suo padre.

## Carriera

### Club
La carriera di Aaron Russell inizia a livello giovanile nella formazione del Maryland Program. Frequenta la Centennial High School, dove però non è presente il programma di pallavolo maschile, motivo per il quale aiuta la squadra di pallavolo femminile durante gli allenamenti. Dal 2012 al 2015 gioca a livello universitario, prendendo parte alla NCAA Division I con la Penn State: raggiunge ogni anno la Final Four, ma non supera mai le semifinali, raccogliendo comunque diversi riconoscimenti individuali.
Nella stagione 2015-16 firma il suo primo contratto professionistico con la Sir Safety Perugia, club della Superlega italiana, dove resta per tre annate e con cui, nell'ultima, vince la Supercoppa italiana, venendo premiato come MVP, la Coppa Italia e lo scudetto. Per il campionato 2018-19 si accasa alla Trentino, sempre in Superlega e dove resta un biennio, conquistando al durante la prima annata il campionato mondiale per club e la Coppa CEV.
Nella stagione 2020-21 si trasferisce in un'altra formazione di Superlega, difendendo i colori della You Energy di Piacenza; dopo un biennio in Emilia-Romagna, nel campionato 2022-23 approda per la prima volta nella V.League Division 1 giapponese, giocando due annate per i JT Thunders Hiroshima. Approda quindi in Polska Liga Siatkówki nella stagione 2024-25, ingaggiato dal Warta Zawiercie, con cui conquista la Supercoppa polacca, venendo premiato come miglior giocatore.

### Nazionale
Entra a far parte della nazionale statunitense under 19, con cui vince la medaglia d'argento al campionato nordamericano 2010 ed quella di bronzo alla Coppa panamericana 2011, dove riceve anche il premio di miglior muro del torneo. In seguito fa parte anche della selezione under 21, ma senza raggiungere risultati di spicco.
Nel 2014 fa il suo esordio nella nazionale statunitense maggiore al torneo nordamericano di qualificazione al campionato mondiale, per poi aggiudicarsi la medaglia di bronzo alla World League 2015, oltre all'oro alla Coppa del Mondo 2015; in seguito conquista la medaglia di bronzo ai Giochi della XXXI Olimpiade, l'oro al campionato nordamericano 2017 e, nel 2018, il bronzo alla Volleyball Nations League e al campionato mondiale.
Nel 2019 si aggiudica poi la medaglia d'argento alla Volleyball Nations League e quella di bronzo alla Coppa del Mondo, mentre nel 2022 vince la medaglia d'argento alla Volleyball Nations League, metallo bissato anche nell'edizione successiva, a cui segue l'oro al campionato nordamericano 2023 e alla Coppa del Mondo 2023.
Nel 2024 mette al collo il bronzo ai Giochi della XXXIII Olimpiade.

## Palmarès

### Club
- Campionato italiano: 1

2017-18
- Coppa Italia: 1

2017-18
- Supercoppa italiana: 1

2017
- Supercoppa polacca: 1

2024
- Campionato mondiale per club: 1

2018
- Coppa CEV: 1

2018-19

### Nazionale (competizioni minori)
- Campionato nordamericano under 19 2010
- Coppa panamericana under 19 2011

### Premi individuali
- 2010 - Campionato nordamericano under 19: Miglior muro
- 2014 - All-America First Team
- 2015 - All-America First Team
- 2015 - NCAA Division I: Stanford National All-Tournament Team
- 2016 - Giochi della XXXI Olimpiade: Miglior schiacciatore
- 2017 - Campionato nordamericano: Miglior schiacciatore
- 2017 - Supercoppa italiana: MVP
- 2018 - Campionato mondiale per club: MVP
- 2019 - USAV: Pallavolista maschile statunitense dell'anno[11]
- 2023 - V.League Division 1: Miglior servizio
- 2024 - Supercoppa polacca: MVP